# آی تاکاهاشی
آی تاکاهاشی (انگلیسی: Ai Takahashi؛ زاده ۱۴ سپتامبر ۱۹۸۶) یک موسیقی‌دان اهل ژاپن است.